# Niskie poprzeczne ustawienie główki płodu
Niskie poprzeczne ustawienie główki płodu (zwrot niedokonany) – sytuacja położnicza, w której przy całkowitym rozwarciu ujścia szyjki macicy główka płodu osiągnęła dno miednicy bez dokonania drugiego zwrotu, tak że szew strzałkowy przebiega w wymiarze poprzecznym wychodu miednicy, przez dłuższy czas w II okresie porodu, opóźniając jego dalszy przebieg.
Postępowanie zależy od odpowiednio wczesnego rozpoznania i oceny postępu porodu; podejmuje się próbę porodu drogami naturalnymi lub stosuje się wyciągacz próżniowy. Dawniej stosowano kleszcze położnicze.
Powinno się spróbować ułożyć rodzącą na tym boku, na którym znajduje się ta część główki, która powinna być częścią przodującą, a więc powinna zejść niżej i dokonać obrotu ku przodowi. Przy takim położeniu tyłogłowie wraz z ciemiączkiem tylnym powinny przemieścić się ku przodowi.
Rodzącą kładziemy więc na bok odpowiadający potylicy; przy ustawieniu pierwszym – na lewy bok; przy ustawieniu drugim – na prawy bok.

## Rodzaje ustawień
- ustawienie I (lewe) – gdy ciemiączko tylne znajduje się po lewej stronie.
- ustawienie II (prawe) – gdy ciemiączko tylne znajduje się po prawej stronie.

## Przyczyny występowania
Przyczyny wystąpienia tej sytuacji położniczej nie są dobrze znane. Prawdopodobny wpływ mają na to kształt kanału rodnego oraz kształt główki dziecka.
Niskie poprzeczne ustawienie główki płodu często występuje w miednicach płaskich krzywiczych, a także w przypadkach małej, okrągłej główki.